# Souroubea didyma
Souroubea didyma är en tvåhjärtbladig växtart som först beskrevs av Poeppig och Wittmack, och fick sitt nu gällande namn av Ernest Friedrich Gilg. Souroubea didyma ingår i släktet Souroubea och familjen Marcgraviaceae. Inga underarter finns listade i Catalogue of Life.